# Gaspar Juan de la Figuera
Gaspar Juan de la Figuera (Fraga, ¿? - Montserrat, 13 de febrero de 1586), sucesivamente obispo de Jaca, Albarracín y Lérida, fue un religioso español.

## Biografía
Fue canónigo en la catedral de Zaragoza y, a partir de mediados del siglo XVI, arcediano de Teruel.
En 1578 tomó posesión del obispado de Jaca, de donde fue trasladado al de Albarracín en 1583. En 1585, hallándose en las Cortes de Monzón y electo obispo de Lérida, confirió las canonjías creadas en Albarracín.
Visitó también en 1582 la Universidad de Huesca como comisionado del papa Gregorio XIII y del rey Felipe II.

En el año 1582 visitó la Universidad literaria de Huesca por comisión del Papa Gregorio XIII, y del Rex Don Feipe II y formó nuevos estatutos para su gobierno. Estando en Huesca Don Gapar de la Figuera desempeñando dicha comision, comprometieron en él la Ciudad y Cabildo las diferencias que tenian acerca del modo de pagar los diezmos y primicias, y sobre llevar los labradores estos derechos á los graneros y truxales de la Prepositura. Asimismo comprometieron, y le nombraron Arbitro el Cabildo y las Parroquias de San Pedro, San Lorenzo y San Martin de Huesca para que definiese los pleytos que pendian sobre las primicias que pagan los Parroquianos de dichas Iglesias; y Don GAspar, como tan sabio y versado en la expedicion de negocios árduos, resolvo y definio estos puntos con equidad y á satisfaccion de las partes en el mes de Diciembre de 1582 en la forma que se dixo en el tomo VI pág. 352.
Ramón de Huesca

Murió en el Monasterio de Nuestra Señora de Monserrat de Cataluña, donde con Iban de Bardaxí, asesor del Gobernador de Aragón, realizaba una visita en 1586.

## Obra
Publicó Estatutos de la Universidad de la Ciudad de Huesca (1582), durante su visita a la universidad, y Constituciones Sinodales de la Diócesis de Albarracin (1584).